# Masyw Atlantis

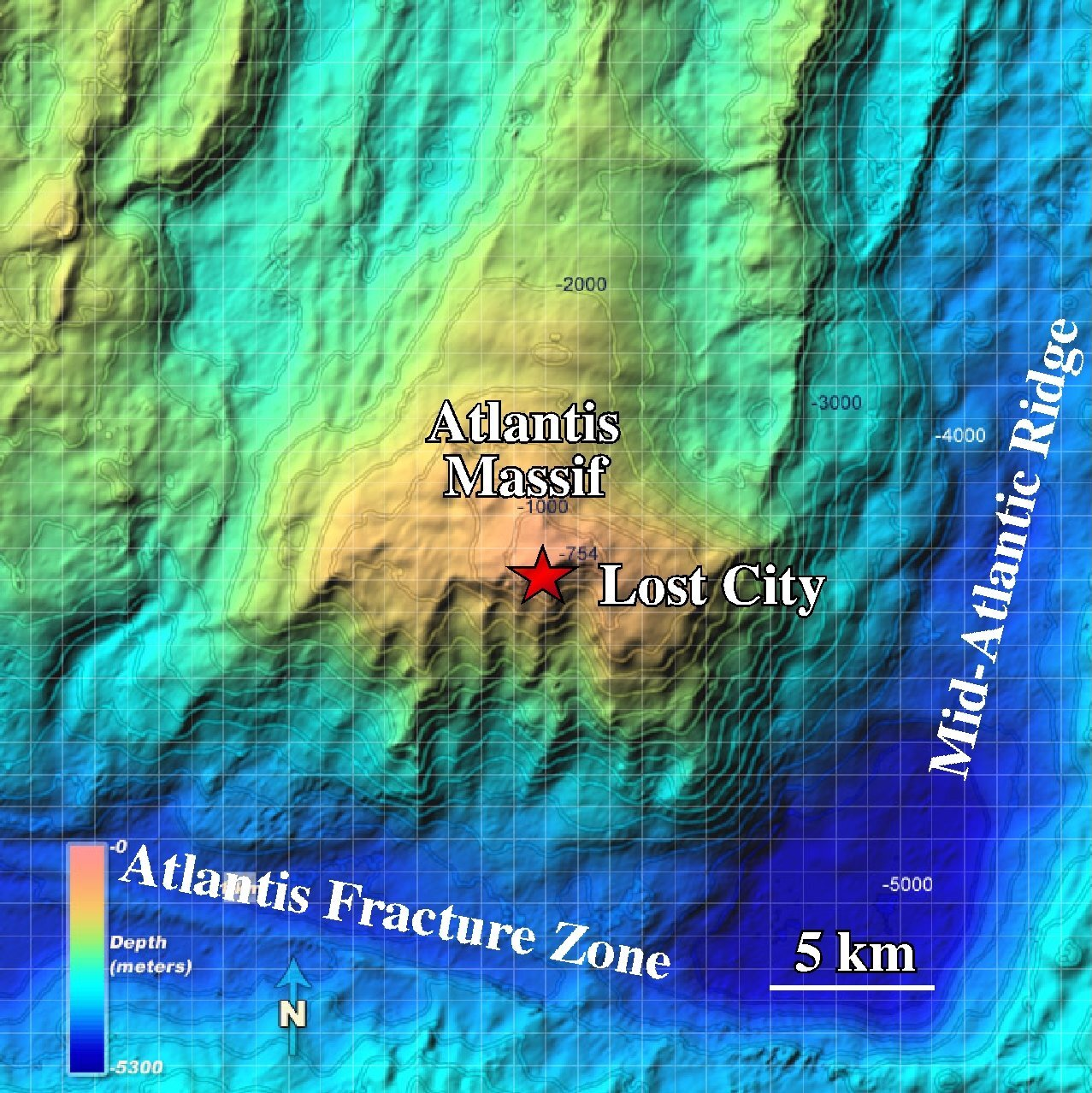
Mapa masywu

Masyw Atlantis – formacja geologiczna w Oceanie Atlantyckim, na północ od zwrotnika Raka, na wschód od Grzbietu Śródatlantyckiego. Powstała na skutek ruchów tektonicznych. Formacja ma kształt koła o średnicy 16 km i 4267 m wysokości ponad otaczające dno oceaniczne, a jej najwyższy punkt masywu znajduje się ok. 700 m pod wodą. Blisko szczytu masywu znajduje się pole hydrotermalne Zaginione Miasto.